# Полярный (фильм)
«Полярный» (англ. Polar) — неонуарный боевик-триллер 2019 года, фильм режиссёра Юнаса Окерлунда. Главные роли в фильме исполняют Мадс Миккельсен, Ванесса Хадженс, Кэтрин Винник и Мэтт Лукас.
Премьера фильма состоялась на Netflix 25 января 2019 года.

## Сюжет
В Чили специальной группой, состоящей из приманки Синди, снайпера Факундо и штурмовой группы Алексея, Карла и Хильде убит бывший сотрудник организации наёмных убийц Damocles Майкл Грин.
Дункан Визла по прозвищу «Черный кайзер» — киллер и агент Damocles. Правила требуют, чтобы он ушел на пенсию в день своего 50-летия. Он должен получить восемь миллионов долларов, если не умрет первым. Поэтому он переезжает в Монтану за две недели до крайнего срока, чтобы пожить в тишине и покое. Втайне от него, владелец Damocles мистер Блат, планирует продать компанию и раздувает её стоимость, убивая уходящих на пенсию сотрудников; таким образом забирая себе деньги из пенсионного фонда в соответствии с пунктом в их контракте.
Дункан постепенно налаживает отношения со своей соседкой Камиллой. Его преследуют воспоминания о прошлом, и он безуспешно пытается вести нормальную жизнь.
Дункану приходится взяться за последний контракт. Он едет в Беларусь, чтобы выполнить задание, где обнаруживает, что это была ловушка с целью его устранения. Вернувшись в Монтану, Дункана находит команда Факундо через его бухгалтера и несколько поддельных адресов. Дункан пойман в ловушку в своем доме, но он переигрывает и убивает всех, кроме Алексея, который активирует «План Б» и похищает Камиллу. Дункан узнает об этом от Джейн, подруги Алексея и обращается за помощью к своему старому другу Портеру, но его предают и захватывают в плен.
Дункан просыпается в особняке Блата, который три дня пытает прикованного наёмника его за убийство Хильде, с которой Блат был в отношениях. В то же время Джейн держит Камиллу под наркотиками в бессвязном состоянии. Блат наносит удар Дункану тонким ножом, и часть лезвия отламывается от титанового протеза бедра Дункана. В гневе Блат режет лицо Дункана и наносит удар ему в левый глаз. Ночью Дункан использует осколок ножа, чтобы взломать замки на своих наручниках, а к утру сбегает из особняка, убивая многих людей Блата. Он едет к своей старой подруге Джаcмин, которая лечит его раны и снабжает оружием.
Дункан звонит Вивиан и предлагает обменять себя на Камиллу, но по приказу Блата наёмника обманывают, и к нему прибывает сам Блат с Алексеем и своими людьми. Дункан дает Вивиан шанс уйти, но она отказывается, и он расправляется с противниками с помощью пулемётов с дистанционным управлением, которыми управляет перчатками со встроенными лазерными указками. В живых остаётся только тяжело раненая Вивиан.
Дункан возвращается в особняк Блата, которого обезглавливает. Дункан спасает Камиллу и возвращается в Монтану, где лечит её.
Дункан просыпается однажды утром в хижине Камиллы и обнаруживает разбросанные вокруг её кровати вырезки из газет об убийстве семьи много лет назад и пропаже ребёнка, что оказалось одним из совершённых им в прошлом дел. Единственной выжившей из семьи была маленькая дочь, которая выросла и стала Камиллой. Ей также удалось выследить его по деньгам, которые он ежегодно жертвовал ей через анонимное пожертвование. Он оказывается под прицелом и объясняет Камилле, что случилось, прежде чем извиниться и попросить её закрыть свой разум и нажать на курок; однако она щадит его. Затем Камилла спрашивает Дункана, могут ли они определить, кто приказал убить её отца, и он отвечает, что можно попытаться.

## В ролях
- Мадс Миккельсен — Дункан Визла
- Ванесса Хадженс — Камилла
- Кэтрин Винник — Вивиан
- Мэтт Лукас — Блат
- Джош Круддас — Алексей
- Руби О. Фи — Синди
- Энтони Грант — Факундо
- Робер Майе — Карл
- Фэй Рен — Хильда
- Джилл Фраппье — Дорис
- Инга Кадранел — Регина
- Педро Мигель Арсе — Педро
- Джонни Ноксвилл — Майкл Грин
- Ричард Дрейфус — Портер
- Аиша Исса — Джасмин
- Ловина Явари — наркоманка Джейн

## Производство
Съёмки начались в начале февраля 2018 года в Ороно и завершились к 23 февраля в Торонто.
В сентябре 2018 года музыкант Дедмаус объявил, что пишет музыку к фильму.
Netflix выпустил фильм 25 января 2019 года.

## Приём критиков
На Rotten Tomatoes фильм имеет рейтинг 19 % основанный на 47 отзывах со средней оценкой 3,40 / 10. Согласно единодушному мнению критиков сайта, «боевик с Мадсом Миккельсеном в главной роли, самым опасным убийцей в мире, должен быть очень интересным, но этот фильм доказывает, что можно все испортить, если захотеть». На Metacritic фильм имеет средневзвешенную оценку 19 из 100, основанную на отзывах 12 критиков, что указывает на «подавляющую неприязнь».

## Сиквел
Режиссёр Юнас Окерлунд не исключил возможности продолжения фильма, так как он основан лишь на первой книге из серии.
Во время интервью для Screen Rant Окерлунд рассказал о возможных сиквелах фильма. Учитывая, что графические романы предлагают множество историй, которые рассказывают о жизни Дункана после выхода на пенсию, он объяснил, что фанатам есть чего ждать, если его первая экранизация станет успешной.